# لپه

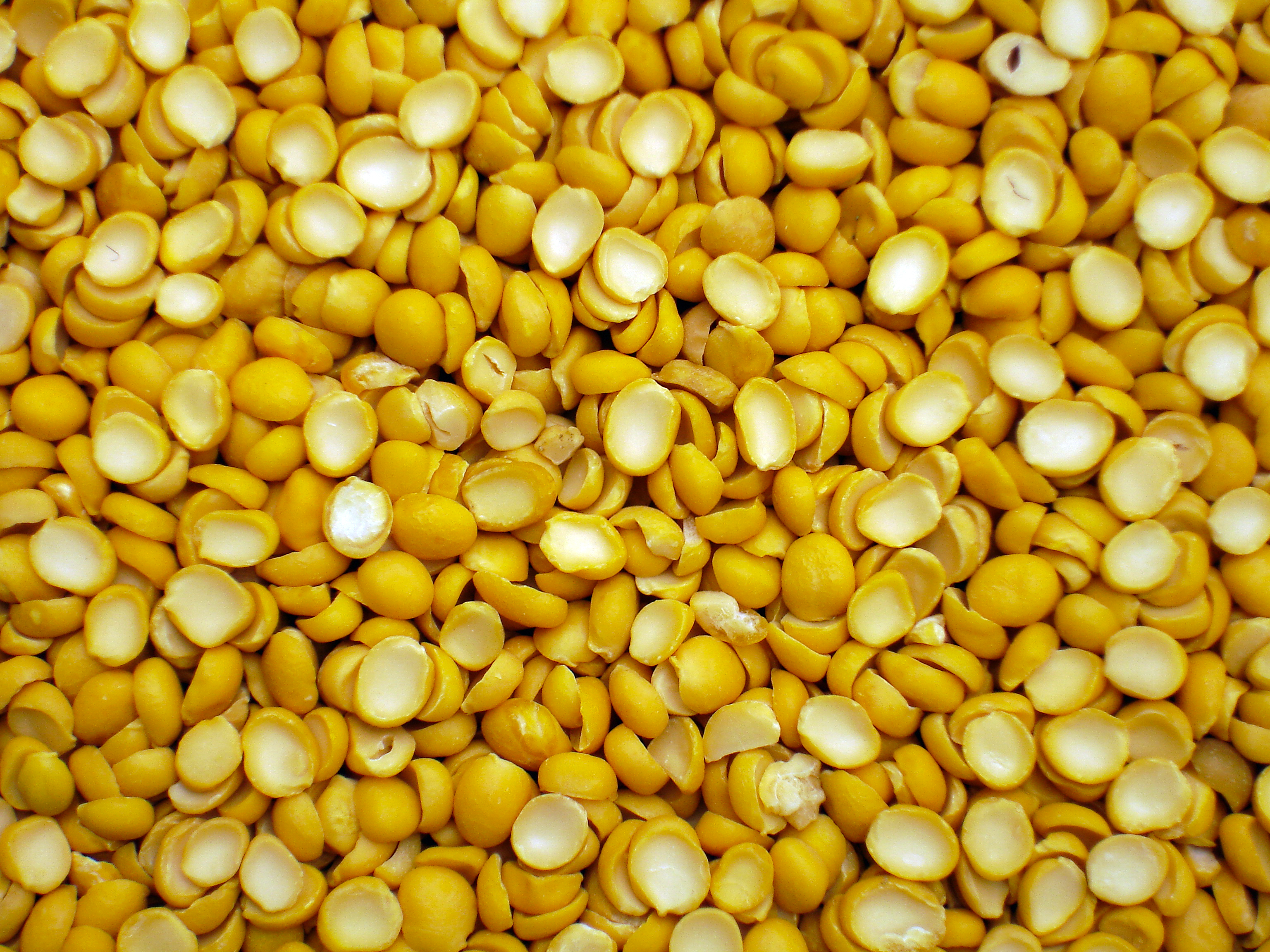
لپه ایرانی

لپه دانه‌های جدا شده، پوست‌کنده و خشک‌شدهٔ حبوبات را گویند. لپه معمولی در ایران با نام دال‌تور در افغانستان، لپه‌ای است که از نخود کفتری (با نام علمی Cajanus) تهیه می‌شود.
البته از دانه گیاهان دیگری چون نخود فرنگی لپه‌ای با نام انگلیسی، از نخود معمولی لپه زرد با نام انگلیسی Split chickpea به دست می‌آید و لپهٔ عدس، لپهٔ لوبیا و لپهٔ باقلا نیز وجود دارد. به‌طور کلی برای تهیه لپه هر یک از بذرهای حبوبات، پس از جداسازی از غلاف‌هایشان در آب خیسانده می‌شوند تا پوستشان برداشته شود. بعد از برداشت پوست بذرها با فشارهای مکانیکی به دو نیم تقسیم می‌شوند و سپس خشک می‌گردند.
مدت زمان مورد نیاز برای پخت بذرهای تبدیل‌شده به لپه، کمتر از انواعی است که سالم هستند. لپه یک منبع عالی پروتئین است.

## انواع لپه
- دالِ تور (لپه معمولی، نخود کفتری)

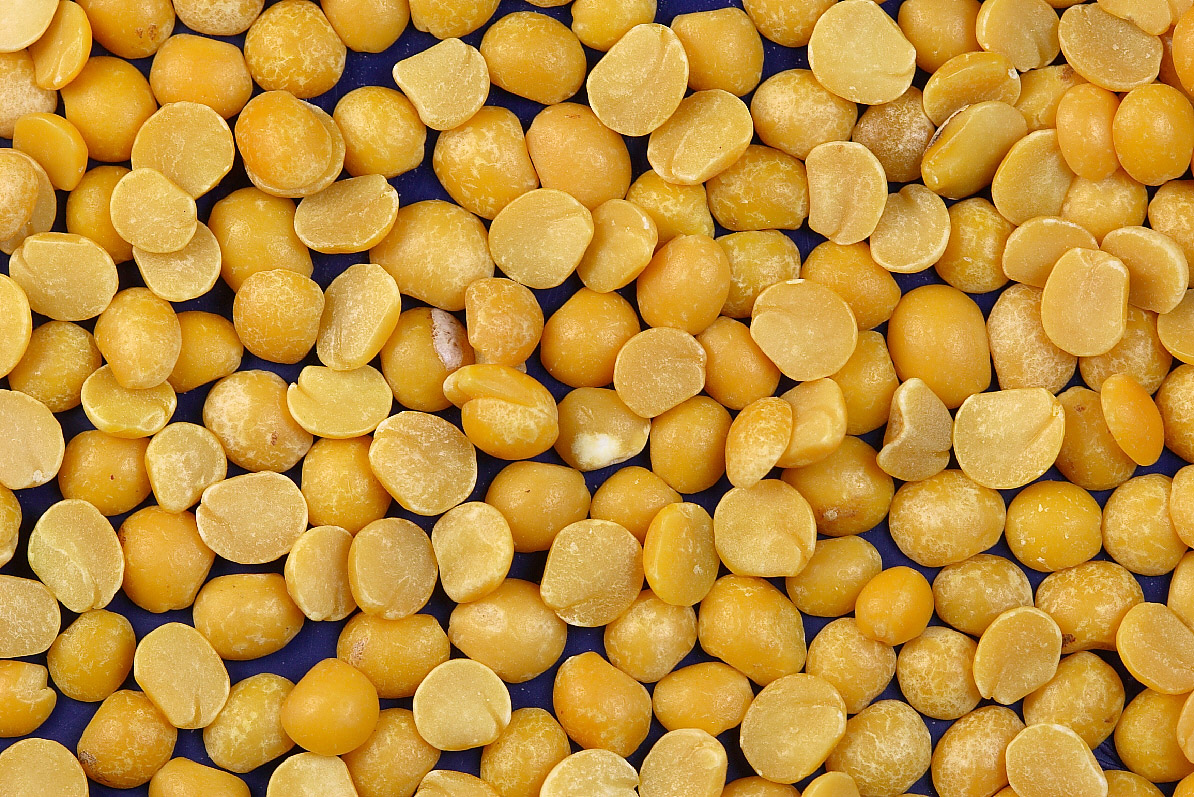
دانه‌های لپه

- دالِ چانا (لپه هندی، نخود سیاه ceci neri)
- لپه زرد (لپه نخود معمولی)
- لپه سبز (لپه ماش)

لپه زرد (تهیه‌شده از نخود معمولی) گاهی با دال تور (تهیه‌شده از نخود کفتری) یا دال چانا (متشکل از نخود سیاه ceci neri) اشتباه گرفته می‌شود. اگر چه انواع لپه و دال در زبان انگلیسی با نام نخود (split peas) شناخته شده می‌شوند اما دال چانا در حقیقت از گونه‌های لوبیا محسوب می‌شود.
لپه سبز و زرد معمولاً برای سوپ نخود و گاهی پودینگ نخود (نگاه کنید به پودینگ) استفاده می‌شوند.
لپه زرد اغلب برای تهیه غذاهای موسوم به دال در گویان و ترینیداد مورد استفاده قرار می‌گیرند. آن‌چه با آن صرفاً دال می‌گویند، شبیه دال‌هایی که در هند یافت می‌شود آماده می‌شوند اما ممکن است در دستورهای غذایی مختلف دیگری استفاده شود. لپه زرد در یک غذای سبک شیرین به نام شیرینی پکنی استفاده می‌شود. واندوهانگ (豌豆黄) پودینگ شیرین و سرد نخود است که با شکوفه‌های اوسمانتوس و خرما طعم داده می‌شوند. گفته شده‌است که یک نوع تصفیه‌شده این خوراک حاضری مورد علاقه ملکه مادر تزی شی بوده‌است.

## شیوهٔ تهیه لپه از نخود
برای تهیهٔ لپه از نخود، لازم است نخود را برای آسیاب شدن آماده کرد به این صورت که ابتدا نخود را ۲۴ ساعت در آب نگهداری می‌کنند و پس از آن نخود خیسانده‌شده را به مدت یک روز در آفتاب خشک می‌کنند و سپس نخود خشک‌شده را می‌توان با آسیاب سنگی آسیاب کرد و از آن لپه گرفت.

## ارزش غذایی
|                            | پروتئین | پروتئین | ویتامین‌ها | ویتامین‌ها | ویتامین‌ها | ویتامین‌ها | ویتامین‌ها | ویتامین‌ها | ویتامین‌ها | ویتامین‌ها | ویتامین‌ها | ویتامین‌ها | ویتامین‌ها | ویتامین‌ها | ویتامین‌ها | کانی‌ها (مواد معدنی) | کانی‌ها (مواد معدنی) | کانی‌ها (مواد معدنی) | کانی‌ها (مواد معدنی) | کانی‌ها (مواد معدنی) | کانی‌ها (مواد معدنی) | کانی‌ها (مواد معدنی) | کانی‌ها (مواد معدنی) | کانی‌ها (مواد معدنی) | کانی‌ها (مواد معدنی) |
| غذا                        | درصد DV | Q       | A         | B1        | B2        | B3        | B5        | B6        | B9        | B12       | Ch.       | C         | D         | E         | K         | Ca                  | Fe                  | Mg                  | P                   | K                   | Na                  | Zn                  | Cu                  | Mn                  | Se                  |
| درصد کاهش ارزش بر اثر پختن |         |         | ۱۰        | ۳۰        | ۲۰        | ۲۵        |           | ۲۵        | ۳۵        | ۰         | ۰         | ۳۰        |           |           |           | ۱۰                  | ۱۵                  | ۲۰                  | ۱۰                  | ۲۰                  | ۵                   | ۱۰                  | ۲۵                  |                     |                     |
| -------------------------- | ------- | ------- | --------- | --------- | --------- | --------- | --------- | --------- | --------- | --------- | --------- | --------- | --------- | --------- | --------- | ------------------- | ------------------- | ------------------- | ------------------- | ------------------- | ------------------- | ------------------- | ------------------- | ------------------- | ------------------- |
| ذرت                        | ۲۰      | ۵۵      | ۱         | ۱۳        | ۴         | ۱۶        | ۴         | ۱۹        | ۱۹        | ۰         | ۰         | ۰         | ۰         | ۰         | ۱         | ۱                   | ۱۱                  | ۳۱                  | ۳۴                  | ۱۵                  | ۱                   | ۲۰                  | ۱۰                  | ۴۲                  | ۰                   |
| برنج                       | ۱۴      | ۷۱      | ۰         | ۱۲        | ۳         | ۱۱        | ۲۰        | ۵         | ۲         | ۰         | ۰         | ۰         | ۰         | ۰         | ۰         | ۱                   | ۹                   | ۶                   | ۷                   | ۲                   | ۰                   | ۸                   | ۹                   | ۴۹                  | ۲۲                  |
| گندم                       | ۲۷      | ۵۱      | ۰         | ۲۸        | ۷         | ۳۴        | ۱۹        | ۲۱        | ۱۱        | ۰         | ۰         | ۰         | ۰         | ۰         | ۰         | ۳                   | ۲۰                  | ۳۶                  | ۵۱                  | ۱۲                  | ۰                   | ۲۸                  | ۲۸                  | ۱۵۱                 | ۱۲۸                 |
| دانه سویا                  | ۷۳      | ۱۳۲     | ۰         | ۵۸        | ۵۱        | ۸         | ۸         | ۱۹        | ۹۴        | ۰         | ۲۴        | ۱۰        | ۰         | ۴         | ۵۹        | ۲۸                  | ۸۷                  | ۷۰                  | ۷۰                  | ۵۱                  | ۰                   | ۳۳                  | ۸۳                  | ۱۲۶                 | ۲۵                  |
| نخود کفتری                 | ۴۳      | ۹۱      | ۱         | ۴۳        | ۱۱        | ۱۵        | ۱۳        | ۱۳        | ۱۱۴       | ۰         | ۰         | ۰         | ۰         | ۰         | ۰         | ۱۳                  | ۲۹                  | ۴۶                  | ۳۷                  | ۴۰                  | ۱                   | ۱۸                  | ۵۳                  | ۹۰                  | ۱۲                  |
| سیب‌زمینی                   | ۴       | ۱۱۲     | ۰         | ۵         | ۲         | ۵         | ۳         | ۱۵        | ۴         | ۰         | ۰         | ۳۳        | ۰         | ۰         | ۲         | ۱                   | ۴                   | ۶                   | ۶                   | ۱۲                  | ۰                   | ۲                   | ۵                   | ۸                   | ۰                   |
| سیب‌زمینی شیرین             | ۳       | ۸۲      | ۲۸۴       | ۵         | ۴         | ۳         | ۸         | ۱۰        | ۳         | ۰         | ۰         | ۴         | ۰         | ۱         | ۲         | ۳                   | ۳                   | ۶                   | ۵                   | ۱۰                  | ۲                   | ۲                   | ۸                   | ۱۳                  | ۱                   |
| اسفناج                     | ۶       | ۱۱۹     | ۱۸۸       | ۵         | ۱۱        | ۴         | ۱         | ۱۰        | ۴۹        | ۰         | ۴٫۵       | ۴۷        | ۰         | ۱۰        | ۶۰۴       | ۱۰                  | ۱۵                  | ۲۰                  | ۵                   | ۱۶                  | ۳                   | ۴                   | ۶                   | ۴۵                  | ۱                   |
| شوید                       | ۷       | ۳۲      | ۱۵۴       | ۴         | ۱۷        | ۸         | ۴         | ۹         | ۳۸        | ۰         | ۰         | ۱۴۲       | ۰         | ۰         | ۰         | ۲۱                  | ۳۷                  | ۱۴                  | ۷                   | ۲۱                  | ۳                   | ۶                   | ۷                   | ۶۳                  | ۰                   |
| هویج‌ها                     | ۲       |         | ۳۳۴       | ۴         | ۳         | ۵         | ۳         | ۷         | ۵         | ۰         | ۰         | ۱۰        | ۰         | ۳         | ۱۶        | ۳                   | ۲                   | ۳                   | ۴                   | ۹                   | ۳                   | ۲                   | ۲                   | ۷                   | ۰                   |
| گوآوا یا زیتون محلی        | ۵       | ۲۴      | ۱۲        | ۴         | ۲         | ۵         | ۵         | ۶         | ۱۲        | ۰         | ۰         | ۳۸۱       | ۰         | ۴         | ۳         | ۲                   | ۱                   | ۵                   | ۴                   | ۱۲                  | ۰                   | ۲                   | ۱۱                  | ۸                   | ۱                   |
| پاپایا                     | ۱       | ۷       | ۲۲        | ۲         | ۲         | ۲         | ۲         | ۱         | ۱۰        | ۰         | ۰         | ۱۰۳       | ۰         | ۴         | ۳         | ۲                   | ۱                   | ۲                   | ۱                   | ۷                   | ۰                   | ۰                   | ۱                   | ۱                   | ۱                   |
| کدو تنبل                   | ۲       | ۵۶      | ۱۸۴       | ۳         | ۶         | ۳         | ۳         | ۳         | ۴         | ۰         | ۰         | ۱۵        | ۰         | ۵         | ۱         | ۲                   | ۴                   | ۳                   | ۴                   | ۱۰                  | ۰                   | ۲                   | ۶                   | ۶                   | ۰                   |
| روغن آفتابگردان            | ۰       |         | ۰         | ۰         | ۰         | ۰         | ۰         | ۰         | ۰         | ۰         | ۰         | ۰         | ۰         | ۲۰۵       | ۷         | ۰                   | ۰                   | ۰                   | ۰                   | ۰                   | ۰                   | ۰                   | ۰                   | ۰                   | ۰                   |
| تخم‌مرغ                     | ۲۵      | ۱۳۶     | ۱۰        | ۵         | ۲۸        | ۰         | ۱۴        | ۷         | ۱۲        | ۲۲        | ۴۵        | ۰         | ۹         | ۵         | ۰         | ۵                   | ۱۰                  | ۳                   | ۱۹                  | ۴                   | ۶                   | ۷                   | ۵                   | ۲                   | ۴۵                  |
| شیر                        | ۶       | ۱۳۸     | ۲         | ۳         | ۱۱        | ۱         | ۴         | ۲         | ۱         | ۷         | ۲٫۶       | ۰         | ۰         | ۰         | ۰         | ۱۱                  | ۰                   | ۲                   | ۹                   | ۴                   | ۲                   | ۳                   | ۱                   | ۰                   | ۵                   |

درصد کاهش ارزش بر اثر پختن : حداکثر کاهش درصدی ارزش‌های غذایی به دلیل جوشیدن بدون در نظر گرفتن گروه گیاه‌خواری حاوی شیر و تخم مرغ (ovo-lacto-vegetables group).
- ارزش غذایی در هر ۱۰۰ گرم (۳٫۵ اونس) لپه
  - انرژی ۳۴۰ کیلو کالری (۱۴۳۰ کیلو ژول)
  - کربوهیدرات ۶۰ گرم
    - قند ۸ گرم
    - فیبر رژیمی ۲۶ گرم

  - چربی ۱ گرم
  - پروتئین ۲۵ گرم
  - تیامین (ویتامین ب ۱) ۰٫۷ میلی‌گرم ۵۴ ٪
  - اسید پانتوتنیک (ب ۵) ۱٫۷ میلی‌گرم ۳۴ ٪
  - فولات (ویتامین ب ۹)۲۷۴ میکروگرم ۶۹ ٪
  - آهن ۴ میلی‌گرم ۳۲ ٪